# بني جيش (الشغادرة)

تعديل مصدري - تعديل

بني جيش هي إحدى قرى عزلة قلعة حميد بمديرية الشغادرة التابعة لمحافظة حجة، بلغ تعداد سكانها 483 نسمة حسب تعداد اليمن لعام 2004.